# KooKoo (album)
KooKoo je první sólové studiové album americké zpěvačky Debbie Harry. Vydáno bylo v červenci roku 1981 společností Chrysalis Records a jeho producenty byli Nile Rodgers a Bernard Edwards. Autorem obalu alba byl H. R. Giger. Na nahrávce se podílel i zpěvaččin spoluhráč z kapely Blondie, kytarista Chris Stein.

## Seznam skladeb
1. „Jump Jump“ – 4:04
2. „The Jam Was Moving“ – 2:59
3. „Chrome“ – 4:17
4. „Surrender“ – 3:37
5. „Inner City Spillover“ – 5:04
6. „Backfired“ – 4:54
7. „Now I Know You Know“ – 5:39
8. „Under Arrest“ – 3:03
9. „Military Rap“ – 3:51
10. „Oasis“ – 4:59

## Obsazení
- Debbie Harry – zpěv
- Nile Rodgers – kytara, zpěv
- Bernard Edwards – baskytara
- Tony Thompson – bicí
- Robert Sabino – klávesy
- Raymond Jones – klávesy
- Nathaniel S. Hardy, Jr. – klávesy
- Chris Stein – kytara
- Vinny Della Rocca – horn
- Ray Maldonado – horn
- Sammy Figueroa – perkuse
- Manolo Badrena – perkuse
- Roger Squitero – perkuse
- Spud Devo – doprovodné vokály
- Pud Devo – doprovodné vokály
- Fonzi Thornton – doprovodné vokály
- Chuck Martin – štěkání